# Вик (Шпанија)
Вик (шп. Vich, кат. Vic) град је у Шпанији у аутономној заједници Каталонија у покрајини Барселона. Према процени из 2017. у граду је живело 43 287 становника.

## Становништво
Према процени, у граду је 2017. живело 43 287 становника.
| 1970.  | 1986.  | 2007.  | 2017.  |
| ------ | ------ | ------ | ------ |
| 25.906 | 28.583 | 38.321 | 43.287 |

## Партнерски градови
- Somoto
- Torredonjimeno